# همه‌لاک‌پشتان
همه‌لاک‌پشتان (به لاتین: Pantestudines, Pan-Testudines)، گروه پیشنهادی از همه خزندگان است که بیشتر از هر جانور زنده دیگری به لاک‌پشت‌ها مرتبط است. این شامل هر دو لاک‌پشت‌های مدرن (لاک‌پشت‌های گروه تاج، همچنین به عنوان Testudines) و همهٔ خویشاوندان منقرض‌شده آنها (همچنین به عنوان لاک‌پشت اصلی شناخته می‌شود). همه‌لاک‌پشتان با پوسته کامل در تبارشاخهٔ لاک‌پشت‌سانان (Testudinata) جای دارند.